# Cross Illusion
「Cross Illusion」（クロス イリュージョン）は、美郷あきの19作目のシングル。2010年8月11日にLantisから発売された。

## 解説
前作「シアワセは月より高く」から2ヶ月連続リリースとなる2010年3作目のシングル。表題曲「Cross Illusion」は、PCゲーム『俺たちに翼はない アフターストーリー』オープニングテーマとして、カップリングである「Defy Gravity（Not Found 2010）」はPCゲーム『Soul Link ULTIMATE』オープニングテーマとして起用された。後者は『Soul Link』のオープニングテーマである「Not Found」（歌：内野なお）を作曲以外をアレンジしたものである。
ジャケットには羽田小鳩のイラストが使用されている。

## 収録曲
（全作曲：アッチョリケ）
1. Cross Illusion 
  - 作詞：西又葵、編曲：アッチョリケ
2. Defy Gravity（Not Found 2010）
  - 作詞：藤海琢樹、編曲：Blasterhead
3. Cross Illusion（off vocal）
4. Defy Gravity（Not Found 2010）（off vocal）

## タイアップ
- PCゲーム『俺たちに翼はない アフターストーリー』オープニングテーマ（#1）
- PCゲーム『Soul Link ULTIMATE』オープニングテーマ（#2）